# Варварино (Воронежская область)
Варва́рино — посёлок в Новохопёрском районе Воронежской области России. Входит в состав городского поселения Новохопёрск.

## Население
| 1859 | 1897 | 2005 | 2010 |
| ---- | ---- | ---- | ---- |
| 547  | ↗841 | ↘202 | ↘165 |

## Улицы
- ул. Лесная

## Достопримечательности
В посёлке находится Хопёрский заповедник. С 1928 по 1935 годы лесные угодья вокруг села входили в состав леспромхоза, позднее — лесхоза. В посёлке располагалась контора лесничества, а с 1935 года, после организации Хопёрского государственного заповедника, в Варварино находится его центральная усадьба.